# Big Horn County (Montana)
Big Horn County ist ein County im Bundesstaat Montana der Vereinigten Staaten. Der Verwaltungssitz (County Seat) ist Hardin, das gleichzeitig die größte und bedeutendste Stadt im County ist.

## Geographie
Das County liegt im Süden von Montana, grenzt im Süden an Wyoming, ist im Osten etwa 100 km von Nebraska entfernt und grenzt in Montana im Uhrzeigersinn an die Countys: Carbon County, Yellowstone County, Treasure County, Rosebud County und Powder River County. Die Gesamtfläche beträgt 12.988 km²; 64,2 % der Fläche des County gehören der Crow Reservation und 6,37 %  der Northern Cheyenne Indian Reservation, damit besteht der größte Teil des Countys aus Indianer-Reservaten. Im Südosten des Countys befinden sich die Wolf Mountains.

## Geschichte
Im Big Horn County liegt ein National Monument, das Little Bighorn Battlefield National Monument. Zwei Orte haben den Status einer National Historic Landmark, das Chief Plenty Coups (Alek-Chea-Ahoosh) State Park and Home und der Rosebud Battlefield State Park. 39 Bauwerke und Stätten des Countys sind insgesamt im National Register of Historic Places eingetragen (Stand 7. Februar 2018). Weitere Schutzgebiete im County sind der Tongue River Reservoir State Park und Teile der Bighorn Canyon National Recreation Area.

## Demografische Daten

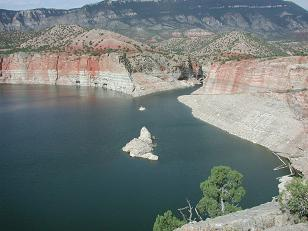
Das Big Horn Valley, in Montana und Wyoming gelegen

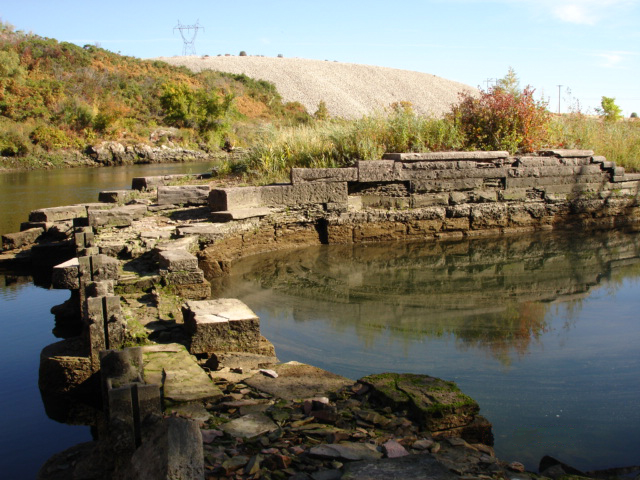
Bighorn Ditch Headgate in der Bighorn Canyon National Recreation Area, gelistet im NRHP Nr. 76000174

Nach der Volkszählung im Jahr 2000 lebten im County 12.671 Menschen. Es gab 3.924 Haushalte und 3.033 Familien. Die Bevölkerungsdichte betrug 1 Einwohner pro Quadratkilometer. Ethnisch betrachtet setzte sich die Bevölkerung zusammen aus 36,60 % Weißen, 0,04 % Afroamerikanern, 59,66 % amerikanischen Ureinwohnern, 0,22 % Asiaten, 0,01 % Bewohnern aus dem pazifischen Inselraum und 0,68 % aus anderen ethnischen Gruppen; 2,79 % stammten von zwei oder mehr ethnischen Gruppen ab. 3,67 % der Bevölkerung waren spanischer oder lateinamerikanischer Abstammung.
Von den 3.924 Haushalten hatten 42,40 % Kinder und Jugendliche unter 18 Jahre, die bei ihnen lebten. 54,00 % waren verheiratete, zusammenlebende Paare, 17,60 % waren allein erziehende Mütter. 22,70 % waren keine Familien. 19,30 % waren Singlehaushalte und in 6,70 % lebten Menschen im Alter von 65 Jahren oder darüber. Die Durchschnittshaushaltsgröße betrug 3,17 und die durchschnittliche Familiengröße lag bei 3,66 Personen.
Auf das gesamte County bezogen setzte sich die Bevölkerung zusammen aus 35,80 % Einwohnern unter 18 Jahren, 8,60 % zwischen 18 und 24 Jahren, 26,50 % zwischen 25 und 44 Jahren, 20,50 % zwischen 45 und 64 Jahren und 8,60 % waren 65 Jahre alt oder darüber. Das Durchschnittsalter betrug 30 Jahre. Auf 100 weibliche Personen kamen 97,30 männliche Personen, auf 100 Frauen im Alter ab 18 Jahren kamen statistisch 91,00 Männer.

Das jährliche Durchschnittseinkommen eines Haushalts betrug 27.684 USD, das Durchschnittseinkommen der Familien betrug 31.095 USD. Männer hatten ein Durchschnittseinkommen von 23.814 USD, Frauen 18.884 USD. Das Prokopfeinkommen betrug 10.792 USD. 29,20 % der Bevölkerung und 23,70 % der Familien lebten unterhalb der Armutsgrenze. 37,00 % davon waren unter 18 Jahre und 20,10 % waren 65 Jahre oder älter.

## Orte im Big Horn County
Im Big Horn County liegen zwei Gemeinden, davon eine City und eine Town. Zu Statistikzwecken führt das U.S. Census Bureau sieben Census-designated places, die dem County unterstellt sind und keine Selbstverwaltung besitzen. Diese sind wie die Unincorporated Communities gemeindefreies Gebiet.
| City - Hardin | Town - Lodge Grass |

Census-designated places (CDP)
| - Busby - Crow Agency - Fort Smith - Muddy | - Pryor - St. Xavier - Wyola |

andere Unincorporated Communities
| - Corinth - Decker - Garryowen | - Kirby - Quietus |